# Ortenau

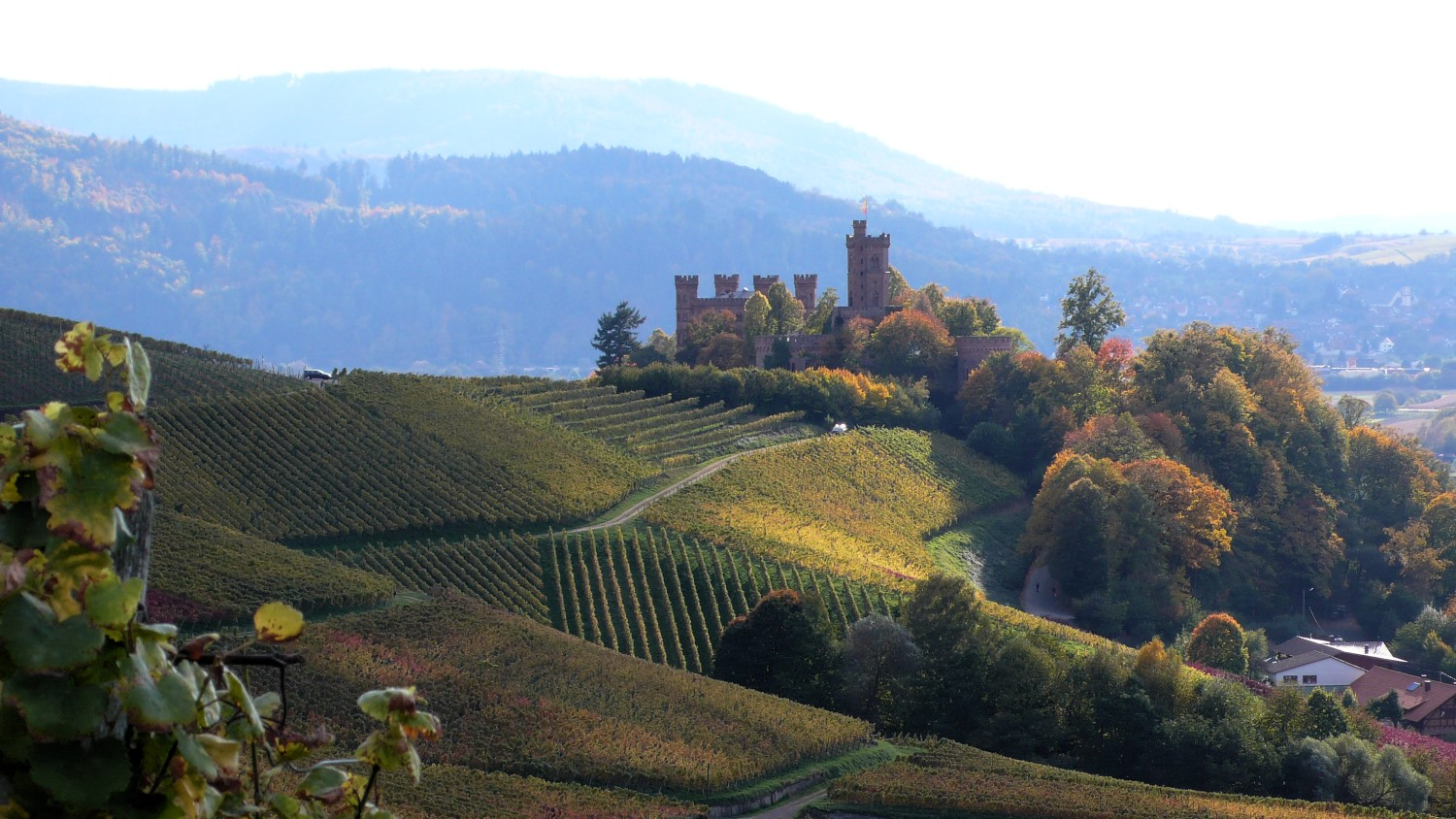
Vignobles en Ortenau.

L'Ortenau,  à l'origine appelé Mortenau, est une région historique dans le Land de Bade-Wurtemberg en Allemagne dont la ville principale est Offenbourg. L'Ortenau, située entre le Rhin et la Forêt-Noire, est limitée au nord par l'Oos et la Murg et confine dans le sud au Brisgau. À la suite de la fusion des arrondissements d'Offenbourg, Lahr, Kehl, Bühl et Wolfach en 1973, la plupart de l'Ortenau correspond au territoire actuel de l'arrondissement de l'Ortenau.